# Tragidion bicolor
Tragidion bicolor är en skalbaggsart som beskrevs av Bates 1885. Tragidion bicolor ingår i släktet Tragidion och familjen långhorningar.
Artens utbredningsområde är Honduras. Inga underarter finns listade i Catalogue of Life.